# Xicotlán
Xicotlán är en kommun i Mexiko.   Den ligger i delstaten Puebla, i den sydöstra delen av landet, 160 km söder om huvudstaden Mexico City. Antalet invånare är 1 241. Arean är 205 kvadratkilometer.
Terrängen i Xicotlán är kuperad.
Följande samhällen finns i Xicotlán:
- Coacalco